# 金蓮花
金 蓮花（きん れんか、朝: 김연화, 1962年3月20日 - ）は、在日朝鮮人三世の小説家。ライトノベルを主に執筆している。
日本SF作家クラブ会員だったが、2023年4月現在は、会員名簿に名前がない。

## 来歴
東京都生まれ。朝鮮大学校師範教育学部美術科卒業。1994年に朝鮮半島を舞台にした歴史ファンタジー『銀葉亭茶話－金剛山綺譚－』で、第23回コバルト・ノベル大賞を受賞した。
2007年の「銀朱の花〜月の庭2〜」では、本来あるべき作者のあとがきがなく、また物語りも一応の完結とはなっているモノの、後日談的な描写がすっぱりと抜けており、代わりに表題作とは別の作品が掲載されているなど、不自然な点が多々見られる。
コバルト編集部によれば、体調を崩したり家庭の事情で活動が難しくなり、また、それまでの担当が別の部署に異動になって新しい担当に変わる等々の諸事情が重なり、2010年を最後に活動を停止していて再開の目処は立っていない。

## ペンネーム
ペンネームについては『蕾姫綺譚』のあとがきにおいて、読者の「朝鮮語読みするとどうなるのか」という質問に答えるという形で次のように述べている。
　『キム・リョナです。ただし、私のペンネームは日本語の花の名前です。ノウゼンハレンの別名を金蓮花というんですね。この花には花言葉が二種類あって、両方たいへん気に入っておりますことと、朝鮮名の響きがあるということでペンネームにしました。だから、「キム・リョナ」とルビをふらず、「きんれんか」なのです。』（原文のまま）
また、これに続けて「金さん」と呼ぶのはやめてほしいとも書いている。理由は朝鮮名には「金」という苗字が多く、ふだんからお互いに苗字だけで呼ぶ習慣がないため「金さん」という呼びかけに馴染みがないことと、背中に桜吹雪の刺青のある遊び人になった気がするからだという。
現在の大韓民国では蓮の発音をリョンとするのは古語的となっており、一般的にはヨンと発音する。「キム・リョナ」は北朝鮮風の発音であり、大韓民国においては「キム・ヨナ」と翻訳される場合が殆どである（例外として金（キム）を苗字とせず「金蓮花（クミョナ）」とする場合がある）。

## 作品リスト
- 銀葉亭茶話シリーズ
  - 金剛山綺譚（デビュー作。文庫「蝶々姫綺譚」に収録）
  - 溟州打鈴（デビュー翌月雑誌掲載作。文庫「玄琴打鈴」に収録）
  - 舞姫打鈴
  - 蕾姫綺譚（高麗の末期～滅亡の時代が舞台。不遇の王子と金剛山の主である精霊の娘・蕾姫の悲恋物語。王子の後見としてのちの李氏朝鮮の開祖・李成桂が登場する）
  - 蝶々姫綺譚
  - 錦繍打鈴
  - 銀珠綺譚
  - 玄琴打鈴
  - 伽椰琴打鈴
  - 牡丹綺譚（コバルト2006年2･4月号に前後編掲載。これのみ挿絵は藤井迦耶。文庫未収録）
- 水の都の物語シリーズ
  - 水の都の物語　前後
  - 月の迷宮陽の迷宮　前中後
  - 陽炎の砂宮
- 月の系譜シリーズ
  - 瑠璃の音
  - 玄冬の曠野
  - 響鳴の森
  - 焔の遊糸
  - 有明の鬼宿
  - 凍てゆるむ月の鏡　全5
- 櫻の系譜シリーズ
  - 夢弦の響
  - 風花の序
  - 沈黙の破
  - 落花の急
  - 薄氷の花伝
- 竜の眠る海シリーズ
  - 竜の眠る海
  - 剣の末裔
  - 黄昏の伶人
  - 虚飾の檻　前中後完結編
  - 精霊の女王
  - 夏至祭
  - 誓言
  - 落花流水
- 砂漠の花シリーズ
  - 青海流砂
  - 夢幻泡影
  - 流砂放浪
  - 砂塵乱舞
- 銀朱の花シリーズ
  - エンジュ
    - 銀朱の花
    - 銀朱の花～空の青 森の緑～
    - 銀朱の花～夢が訪れる～

  - アルディ
    - 銀朱の花～秘密の約束～
    - 銀朱の花～暁の約束～

  - レティシア
    - 銀朱の花～楽園の歌～
    - 銀朱の花～祝福の歌～

  - クラウディア
    - 銀朱の花～深い森の城～
    - 銀朱の花～丘の上の城～

  - タージュ
    - 銀朱の花～夢の誓い～
    - 銀朱の花～とこしえの薔薇 ブノス異聞～

  - 橘姫
    - 銀朱の花～蛍の庭～
    - 銀朱の花～月の庭～
    - 銀朱の花～月の庭２～
- 光を紡ぐ者シリーズ
  - 光を紡ぐ者
  - はかない絆
- 魔法の雫　薔薇の雫シリーズ
  - 魔法の雫　薔薇の雫
  - 魔法の雫　薔薇の雫～レザンスの花嫁～
  - 魔法の雫　薔薇の雫～花咲ける宮廷～
- シンデレラは床みがき
- エタニティ・ブルー～楽園追放～
- プリズムのseason
- 翠の稜線、金の夢